# Sztundyści
Sztundyści (ros. штундисты, od niem. Stundisten) – ruch protestancki, o korzeniach pietystycznych, powstały na terenie dzisiejszej Ukrainy w połowie XIX w. 
Sztundyzm został zapoczątkowany prawdopodobnie przez pastora Karola Bonekampfera (1796–1854) wśród niemieckich osadników oraz ich ukraińskich pracowników i sąsiadów. Ruch mający swój początek w szwabskich koloniach (kolonia Rohrbach) południowej Rosji stał się znaczącym i dostrzegalnym zjawiskiem w carskiej Rosji. Wielu Rosjan i Ukraińców stało się ważnymi członkami tego nurtu (np. Paszkow, od nazwiska którego wzięło się synonimiczne określenie paszkowcy).
Nazwa sztundyści pochodzi od niemieckiego die Stunde (godzina). Owe godziny były czasem przeznaczonym na modlitwę i czytanie Biblii (Bibelstunde) w domach. W ich wyniku wiele osób się nawróciło oraz zyskało nowy zapał i odnowienie swojej pasji. Była to tradycja podobna do małych kół uświęceniowych (collegia pietatis) prowadzonych przez pietystów w Niemczech. Sztundyści byli milenarystami, wierzyli w 1000-letnie Królestwo Chrystusa na ziemi i jego szybki powrót. Dążyli do stosowania zasad biblijnych w życiu. Nie uznawali nauki i autorytetu Rosyjskiej Cerkwi Prawosławnej, co bywało powodem napięć i prześladowań.
W 1860 miało miejsce znaczące „przebudzenie” we wsi Osnowa, niedaleko Odessy. Dotknięte zostały także wspólnoty mennonickie, z których wiele popadło wcześniej w religijny formalizm.
Choć koloniści niemieccy cieszyli się swobodami sięgającymi czasów Katarzyny II, zabronione było uprawianie prozelityzmu w stosunku do rdzennych Rosjan. Zakaz ten nie był przestrzegany i w 1879 sztundyści stali się obiektem agresywnych ataków ze strony rosyjskiego chłopstwa. W 1884 oberprokurator Konstantin Pobiedonoscew rozpoczął ciężkie prześladowania m.in. sztundystów, a także baptystów i mołokan. W 1894, za panowania cara Mikołaja II, uznano ich za grupę niepożądaną i szkodliwą. Ich sytuacja poprawiła się wraz z odejściem Pobiedonoscewa w 1905.
Określenie „sztundyści” stosowano w późniejszym okresie do wszystkich odłamów ewangelicznych chrześcijan Rosji.